# Neely Edwards
Neely Edwards (16 de septiembre de 1883 – 10 de julio de 1965) fue un actor cinematográfico estadounidense de la época del cine mudo. 
Nacido en Delphos (Ohio), actuó en un total de 174 filmes entre 1915 y 1959. Estuvo casado con la actriz cinematográfica Marguerite Snow.
Neely Edwards falleció en 1965 en Woodland Hills (Los Ángeles), California. Fue enterrado en el Cementerio Forest Lawn Memorial Park de Glendale (California).

## Selección de su filmografía
- The Hungry Actors (1915)
- Brewster's Millions (1921)
- Show Boat (1929)
- Gold Diggers of Broadway (1929)